# Stephanie McIntosh

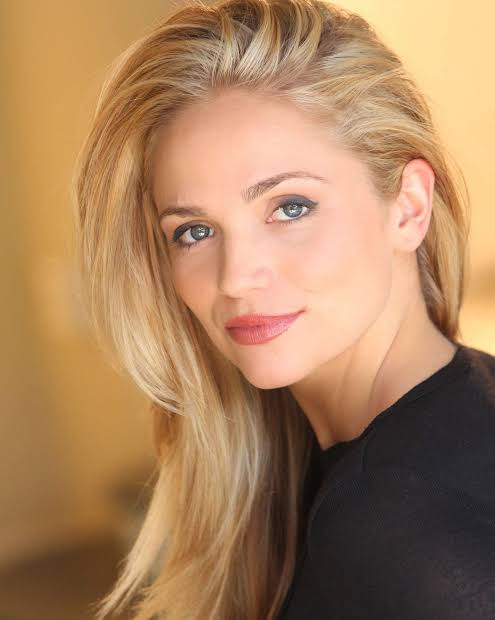
Stephanie McIntosh

Stephanie McIntosh es una actriz y cantante australiana, más conocida por haber interpretado a Sky Mangel en la serie Neighbours.

## Biografía
Stephanie es hija de Sue McIntosh, la antigua periodista de las noticias de la ABC. 
Tiene dos hermanas mayores Katherine y Olivia y es media hermana del actor Jason Donovan, quien interpretó a Scott Robinson en Neighbours.
Es la madrina de Claudine Henningsen, quien interpretó a su hija en Neighbours.
En febrero del 2007 comenzó a salir con el jugador de fútbol americano y capitán de St Kilda, Nick Riewoldt sin embargo la pareja terminó en el 2009 después de salir cuatro años.
Desde el 2014 Stephanie sale con Pete Hieatt, en octubre del mismo año la pareja anunció que estaban esperando a su primera hija juntos, la pareja recibió a su primera hija Milla Hieatt a finales de diciembre del 2014. A principios de julio del 2018 la pareja anunció que estaban esperando a su segundo bebé.

## Carrera
En el 2001 hizo su debut en televisión cuando apareció en la película The Wilde Girls junto a la actriz Olivia Newton John.
En el 2002 participó como invitada en series como Short Cuts y en Legacy of the Silver Shadow donde interpretó a Samantha.
El 13 de agosto de 2003 se unió como personaje principal a la aclamada serie australiana Neighbours en donde interpretó a Sky Mangel, hasta el 13 de agosto de 2007 luego que su personaje decidiera irse de la calle Ramsay para mudarse a Port Douglas con su hija Kerry. Cuando su contrató terminó en abril del 2007 Stephanie decidió dejar la serie para concentrarse en su carrera musical. Por su actuación fue nominada a un premio logie en la categoría de nuevo talento femenino más popular. Anteriormente Sky fue interpretada por la actriz Miranda Fryer del 1 de febrero de 1989 hasta 1991. A finales de noviembre del 2014 se anunció que Stephanie sería uno de los antiguos personajes que regresarían brevemente a la serie para celebrar el aniversario número 30 de "Neighbours" en marzo del 2015. El 13 de marzo del 2020 para el aniversario 35 de la serie siendo su última aparición el 20 de abril del mismo año.
En el 2006 hizo su propio programa The Steph Show, en donde mostraba la transición de su carrera artística a la musical. El último episodio terminó con Stephanie filmando el video del musical Tightrope.
Cuando se mudó a Los Ángeles en el 2008 audicionó para la película Transformers: la venganza de los caídos y para las series Harper's Island y Beverly Hills 90210, sin embargo no obtuvo ningún papel.

## Música
Hizo su debut musical en el 2006 con el lanzamiento de su primer sencillo Mistake, el cual debutó el 29 de julio y obtuvo en el puesto número 3, convirtiéndose en disco de oro durante su primera semana.
El 9 de septiembre de 2006 lanzó de su primer álbum "Tightrope" y el 21 de octubre del mismo año debutó su segundo sencillo Tightrope, el cual alcanzó el Top 20 de Australia.
Su tercer sencillo So Do I Say Sorry First?, no obtuvo el éxito de sus canciones anteriores y quedó en el número 34 en las listas ARIA Chart.
Otras de las canciones del sencillo fueron You Should Have Lied, Wishin' and Hopin, Out in the Rain, You Don't Love Me, A Change Is Coming, God Only Knows, Overcome, Sink like a Stone, The Night of My Life, I'd Be You y Catching My Breath.

## Filmografía

### Series de televisión
| Año                     | Título                      | Personaje  | Notas                        |
| ----------------------- | --------------------------- | ---------- | ---------------------------- |
| 2003 - 2007, 2015, 2020 | Neighbours                  | Sky Mangel | 176 episodios                |
| 2002                    | Legacy of the Silver Shadow | Samantha   | 4 episodios                  |
| 2002                    | Short Cuts                  | Katie      | episodio "As a Row of Tents" |

### Películas
| Año  | Título                  | Personaje            | Notas                                                                                         |
| ---- | ----------------------- | -------------------- | --------------------------------------------------------------------------------------------- |
| 2014 | Red Herring             | Charlie              | junto a Holly Valance, Vincent Pastore, Corinna Harney y Lanette Fugit                        |
| 2013 | Heatwave                | Lucy                 | corto - junto a Ellie Gilbert y Trilby Glover                                                 |
| 2013 | Morning Calm            | Hannah               | corto - junto a Rudy Dobrev, Shannon Lee Avnsoe, Alex Lombard, John Stevenson y Kate McDaniel |
| 2013 | Australian Pilot Season | Asistente de Casting | corto - junto a Andrew Lees, Brian Guest, Anthony Hemingway, Paul Rae y Jennifer Cooper       |
| 2013 | Liars All               | Casey Kass           | junto a Alicie Evans, Sara Paxtonm, Matt Lanter y Torrance Coombs                             |
| 2011 | My Dear                 | Mady                 | corto - junto a Alex Kudo                                                                     |
| 2001 | The Wilde Girls         | Carrie               | junto a Olivia Newton John                                                                    |

### Apariciones
| Año  | Programa       | Notas       |
| ---- | -------------- | ----------- |
| 2006 | The Steph Show | 8 episodios |

## Premios y nominaciones
| Año  | Categoría                      | Premio                                   | Serie/Canción | Resultado |
| ---- | ------------------------------ | ---------------------------------------- | ------------- | --------- |
| 2007 | New Artist                     | MTV Australia Award                      | Tightrope     | Nominada  |
| 2006 | Fave Hottie                    | Nickelodeon Australian Kids Choice Award | -             | Ganadora  |
| 2004 | Most Popular New Female Talent | Logie Award                              | Neighbours    | Nominada  |